# Auguste Junod
Pour les articles homonymes, voir Junod.
Auguste Junod (Pontarlier, 21 avril 1877 - 30 août 1927) est un distillateur d'absinthe français et aviateur pionnier de l'aviation originaire de Pontarlier dans le Haut-Doubs en Franche-Comté. 

## Biographie

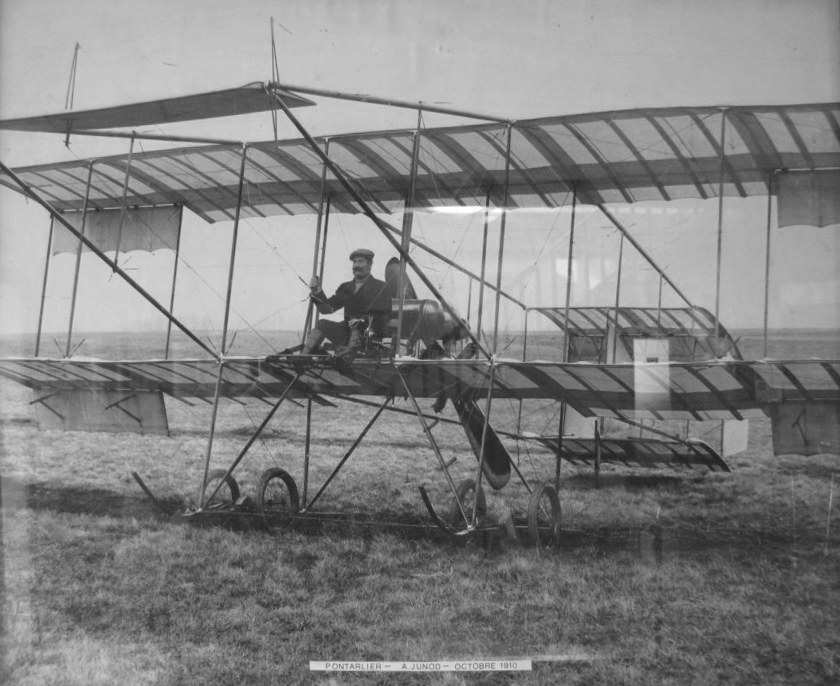
Auguste Junod à bord de son Farman III des frères Farman en octobre 1910.

En 1838, le distillateur Henri-Auguste Junod (1802-1870) fonde la distillerie artisanale d'absinthe Junod 24 rue de Besançon à Pontarlier. En 1870, son fils Arthur Junod lui succède et industrialise l'entreprise. 
En 1907, Auguste Junod (1877-1927) (petit-fils du fondateur) succède à la tête de la distillerie familiale. 
Le 29 octobre 1910, après plusieurs tentatives ratées, alors que le premier vol motorisé est réalisé par les frères Wright avec leur Wright Flyer le 17 décembre 1903, Junod écrit la première page de l'histoire aéronautique de Pontarlier avec son biplan Farman III militaire de 50 CV en bois et en toile (un des premiers avions de loisir vendu à une trentaine d'exemplaires) en décollant de la « Chaux d’Arlier » (plaine proche de Pontarlier). Ce premier vol suscite l'admiration de la foule. Auguste Junod devient un spécialiste des premiers meeting aérien et effectue les premiers vols accompagnés aux côtés entre autres de René Hanriot, Georges Legagneux, Robert Martinet, Émile Obré...